# Roger Guérin (céramiste)
Pour les articles homonymes, voir Roger Guérin (musicien).
Roger Guérin est un céramiste belge de la période Art déco, né le 7 février 1896 à Jumet et mort le 10 décembre 1954 à Bouffioulx.

## Biographie
Roger Thérèse Ferdinand Guerin né le 7 février 1896 est le fils de Jules Guérin, garde particulier, et Eugénie Mormal. Il étudie à l'École industrielle de Châtelet puis la chimie à l'Université du Travail de Charleroiet suit les cours de Willem Delsaux. Formé au tour dans les ateliers de poterie Albert Gilles dans lequel il côtoie Edgard Aubry et dans les ateliers Grégoire-Bailleux à Châtelet. Il fait quelques stages à la manufacture de Sèvres. En 1918, il intègre l’atelier de son ancien professeur Willem Delsaux à l'Université de Charleroi ; la Poterie l'Escarboucle ouverte en 1911 à Bouffioulx. Guerin épouse Camille Delsaux artiste peintre et fille de son professeur. Ses œuvres en grès sont signées R. Guerin. En 1919, la société coopérative Poteries Roger Guerin  est fondée,  encouragée par Jules Destrée et Paul Pastur. À partir de cette date, il produit des objets sculpturaux, et à partir de 1920 également des carreaux, entre autres pour des kiosques à journaux et à tramways à Liège. il travaille sur le fronton du Muséum d'histoire naturelle à Bruxelles, la gare Montparnasse à Paris et la cage d'escalier du Palais de justice de Charleroi. Guérin réalise des pièces en faïence avec des émaux au sel d'après ses propres dessins, entre autres une coupe à fleurs (Gand, collection Norbert et Georgette Poulain-Caese) ainsi que d'après des modèles de sculpteurs belges ou étrangers.

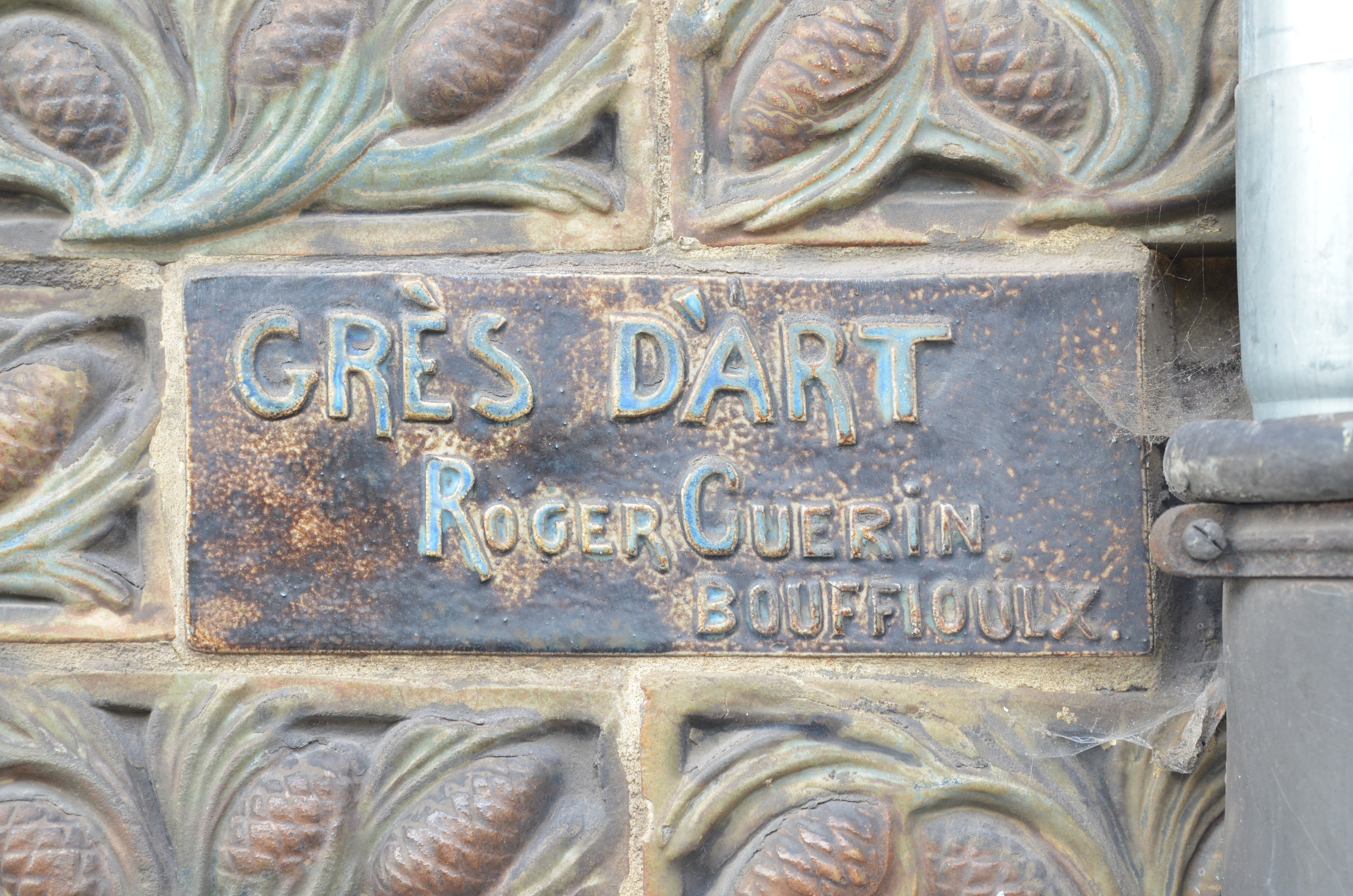
Charleroi, grès d'art Roger Guerin.

En 1929, un changement de nom est effectué : sa société devient Société Anonyme des Grès de Bouffioulx, dans laquelle il collabore avec plusieurs artistes. Ses œuvres sont dès lors signées Guérin. De 1930 à 1947, il enseigne à l'École Industrielle Commerciale et de Dessin de Châtelet. En 1932, il quitte la Société des Grès de Bouffioulx pour s’installer à son compte. En 1932, il enseigne à Bruxelles à l'Institut Supérieur des Arts Décoratifs de la Cambre. En 1935, la S.A. est dissoute. En 1938, il crée une nouvelle société S.A. Grès de Bouffioulx. Après la Deuxième Guerre mondiale, il accroît son entreprise avec son fils Jules Guérin qui tourne les grès et développe la céramique industrielle et architecturale. En 1951, il crée une 3e S.A. (Société Anonyme Grès de Bouffioulx).
Roger Guérin meurt en 1954 à Bouffioulx ; sa femme et son fils reprennent la direction de la société qui tombera en faillite en 1970[réf. souhaitée].

## Œuvre
Roger Guérin est un grand nom de la céramique Art déco belge. La majeure partie de son œuvre est constituée de vases boule et vases géométriques ou à facettes, ainsi que de sculptures. Son matériau de prédilection est le grès à glaçure au sel grand feu. Les œuvres de Guérin offrent « charme et simplicité » et documentent le passage de l'Art nouveau à l'Art déco : les corps de récipients d'abord élancés aux formes fluides se transforment au cours des années 1920 en volumes trapus, avec des contours géométriques. Plus tard, le Christ en croix laisse apparaitre des formes stylistiques inspirées du cubisme.
Reconnaissance internationale à la suite de sa présence à l'Exposition internationale des arts décoratifs et industriels modernes de Paris en 1925. Plusieurs de ses œuvres sont acquises par le Roi Albert ou sont présentes dans plusieurs musées belges, hollandais, italiens et américains.

## Expositions  et collections

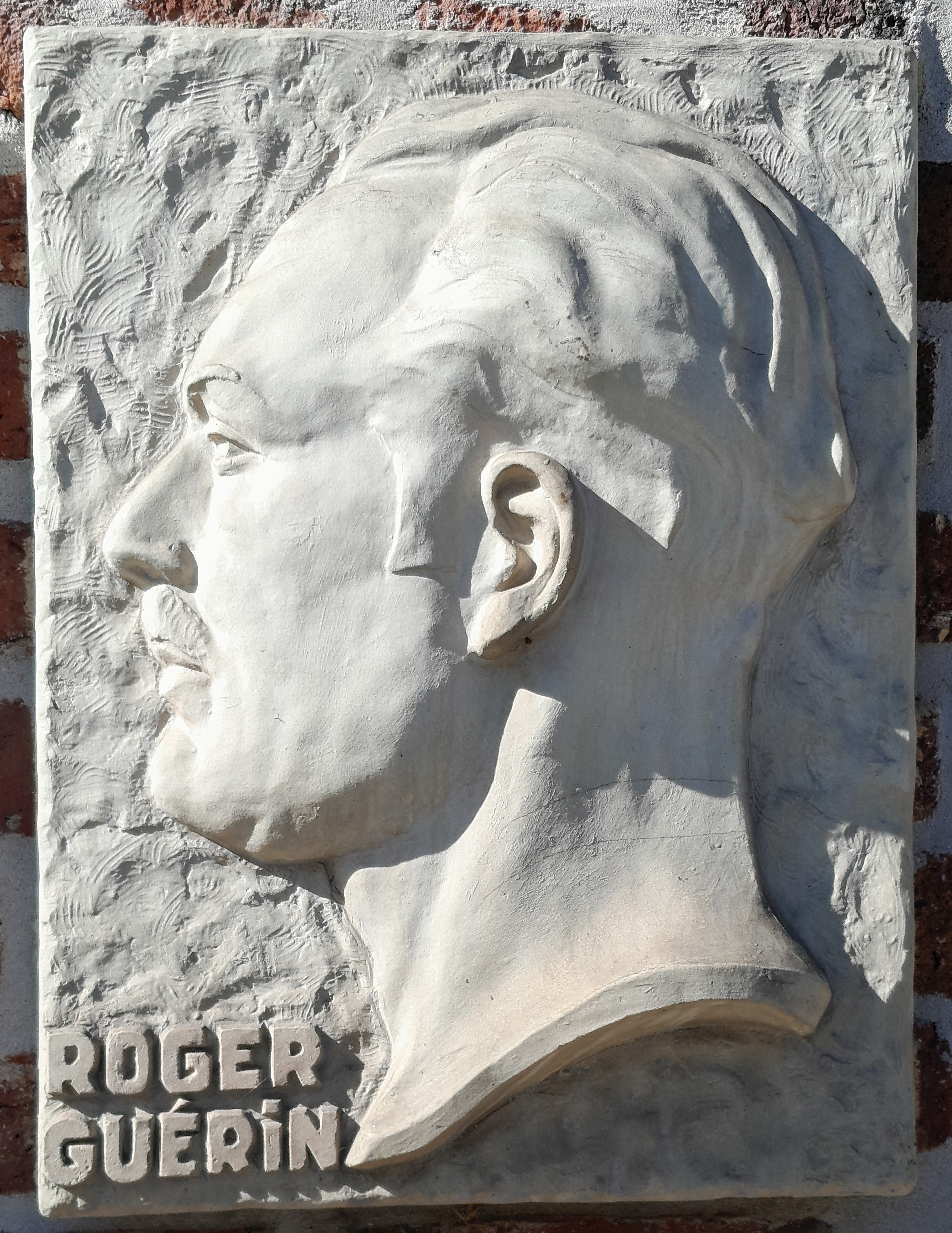
Plaque Roger Guérin sur la maison de la poterie à Bouffioulx

- 1920 : Salon du Cercle Artistique et Littéraire de Charleroi ;
- 1921 : Salon d'automne[2] ;
  - 1921 : Auditorium de l'Université du Travail à Charleroi ;
- 1923 : Arts Décoratifs à Anvers ;
- 1925 : Exposition internationale des arts décoratifs et industriels modernes de Paris (médaille d'argent)[2] ;
- 1926 :  Galerie Jensen à New York ;
- 1948 : Charleroi, exposition de mise en valeur des métiers d’art de Wallonie[réf. souhaitée].
- Collections du Musée des Beaux-Arts de Reims, Pot en grès flammé à décor de lys, 1946[5].

## Collaborations artistiques
- Pierre Caille, ami de Guérin, travaille dans les ateliers en 1936 ;
- Louis-Gustave Cambier, peintre et sculpteur belge, signe quelques réalisations sculpturales avec Guérin dans les années 1920 1930 ;
- François Carion, ferronier d’art, création de vases avec monture en fer forgé ;
- Albéric Collin, sculpteur animalier, réalise dans les ateliers en 1935 une série d’animaux en grès salé grand feu, notamment des phoques ;
- Alphonse Darville, sculpteur belge, signe plusieurs réalisations sculpturales avec Guérin dans les années 1950 ;
- Claire Delsaux (sa belle-sœur), sculpteur et céramiste, fait mouler et couler dans les ateliers de Guérin plusieurs pièces dont « le Baiser » ;
- Chris Lebeau, artiste, créé des vases, plats, objets décoratifs et sculptures dans les ateliers entre 1925 et 1926 ;
- Jef Demotte, ferronnier d’art, orne de nombreux grès flammés de Guérin avec des décors floraux ;
- George Minne, sculpteur belge, fait cuire quelques pièces uniques dans l’atelier vers 1930 1932 ;
- T. Thyrion, création de décors en étain ;
- Thierry Van Rijswijck, sculpteur animalier, certaines de ses œuvres sont moulées et coulées par les ateliers de Guérin (ours assis, faon)[2] ;
- Marcel Wolfers, sculpteur belge, réalise des essais de sculptures en grès grand feu dans les ateliers durant les années 1920.